# Biélorussie au Concours Eurovision de la chanson 2013
La Biélorussie a participé au Concours Eurovision de la chanson 2013.
Pour la seconde année consécutive, Alena Lanskaya remporte l'Eurofest. En 2012, le nouveau Gouvernement avait décidé d'envoyer Litesound à Bakou, avec la chanson We Are the Heroes.
Avec 12 points du public et 12 points du jury, Alyona remporte la finale. En 2e position, se trouve Nuteki. Suivent dans le classement Satsura, Alexei Gross, Max Lawrence et Daria. Le dernier du classement est Beaver, 8e du public et 10e du jury.
Puis, la chanson d'Alyona a été changée. Ainsi, les sélectionneurs nationaux ont préféré Solayoh à Rhythm of Love. Solayoh a des sonorités salsa espagnoles et a reçu de meilleures critiques que celles de l'ancienne chanson choisie à l'Eurofest.